# Ostrava
Ostrava (Duits: Ostrau) is de op twee na grootste stad van Tsjechië. De stad ligt in het oosten van het land en is de hoofdstad van de regio Moravië-Silezië. Het inwonertal bedraagt 296.224 (26 maart 2011). Ostrava is het centrum van een omvangrijk industriegebied. Het huidige Ostrava ontstond in 1945 uit de samenvoeging van Moravská Ostrava (Duits: Mährisch Ostrau) en het kleinere Slezská Ostrava (Schlesisch Ostrau, ook: Polnisch Ostrau): Ostrava ligt dan ook op de grens van de historische regio's Moravië en Silezië.

## Geschiedenis
Ostrava ligt in de Moravische Poort aan een zeer oude handelsroute, de Barnsteenroute. De eerste vermeldingen van de stad dateren uit 1229 (Silezisch Ostrava) resp. 1267 (Moravisch Ostrava), maar Ostrava kwam pas vanaf 1763 tot ontwikkeling. In dat jaar werd de steenkool ontdekt die van Ostrava een belangrijk mijnbouwcentrum maakte. De laatste mijn is inmiddels gesloten (1994). Ook een groot deel van de metaalindustrie is sinds de Fluwelen Revolutie verdwenen. De werkloosheid is er dan ook hoger dan elders in het land (18,4% in 2004). De staalproducent Vitkovice Steel, onderdeel van de Evrazgroep is ook gevestigd in Ostrava.

### Na de Tweede Wereldoorlog
Zoals door heel Tsjecho-Slowakije werd ook in Ostrava, na de bevrijding door de Sovjet-Unie, afgerekend met de inwoners van Duitse afkomst, hoewel degenen onder hen die met het nazi-Duitsland geaffilieerd waren reeds lang de stad verlaten hadden richting Duitsland. Door het stadsbestuur van Ostrava werden direct maatregelen afgekondigd die de rechten van deze inwoners sterk beperkten: radiobezit werd verboden, evenals telefoneren, het bezit van een fiets en Duits spreken in het openbaar. Duitse inwoners werden gedwongen een kenteken (zwarte cirkel met een wit kruis) op de overkleding te naaien, teneinde hun herkenbaarheid te vergroten. Hulp aan de Duitse medeburgers werd verboden, specifiek het bieden van onderdak, kleding en voeding.

#### Dodenkamp Hanke
Het terrein van het voormalig transportbedrijf Hanke aan de Stationsstraat 75 (Nadrazni) werd door de politie/veiligheidsdienst als een interneringskamp ingericht. Officiële aantallen spreken van ten minste 231 doden, waarbij uit onderzoek is gebleken dat de meeste slachtoffers door (extreem) geweld om het leven zijn gebracht, men spreekt van 'crimineel sadisme'. Er is in Ostrava geen gedenkteken ter herinnering van deze massamoord op haar medeburgers. In Nederland kwam dit dodenkamp in de openbaarheid door een artikel in Dagblad Trouw in november 2010, genaamd “Plassen op een massagraf”. Dit artikel belicht de ontkenning van de Tsjechische natie over wat de grootste naoorlogse massamoord van Europa is gaan heten: de etnische zuivering van de Sudeten uit Tsjecho-Slowakije, en meer specifiek het kamp Hanke in Ostrava.

## Cultuur
Ostrava heeft twee universiteiten. In 1849 werd de Technische Universiteit Ostrava opgericht. In 1991 kwam daar een algemene universiteit bij: Universiteit Ostrava.
In de stad staan vier theaters, waaronder het Národní divadlo moravskoslezské (Nationaal Theater van Moravië-Silezië). Dit theater bestaat uit twee gebouwen, waarvan een genoemd is naar Antonín Dvořák.

### Musea
- Brandweermuseum
- Brouwerijmuseum
- Citerárium, citermuseum
- Joods kerkhof
- Michal-grot
- Mijnbouwmuseum
- Miniuni, miniaturen van Europese bezienswaardigheden
- Smederijmuseum Keltička
- Sprookjeskelder van spoken
- Stadsmuseum Ostrava
- Sterrenwacht en Planetarium Johann Palisa
- Zeeaquarium

## Transport
De stad beschikt over een internationale luchthaven. Ostrava is zowel over een autosnelweg te bereiken, als via regionale wegen. Daarnaast is Ostrava al sinds 1847 per trein te bereiken, toen werd de stad aangesloten op het spoorwegennetwerk van de Noordelijke Spoorwegen (Oostenrijk).
In de stad zelf zijn er drie soorten openbaar vervoer: bus, tram en trolleybus. Daarnaast breidt het fietspadennetwerk steeds verder uit.

## Sport
- FC Baník Ostrava, voetbalclub spelend in de Tsjechische 1ste klasse werd één keer Tsjechisch kampioen en drie keer Tsjecho-Slowaaks kampioen.
- MFK Vítkovice, voetbalclub spelend in de Tsjechische 2de klasse.
- HC Vítkovice, ijshockeyclub.
- Golden Spike Ostrava, atletiekwedstrijd in Ostrava.
- Tennis in Vítkovice: ITF-toernooien in 1994–1997 en 2003.
- Ostrava was gastheer van het WK ijshockey in 2004, 2015 en 2024.

## Stedenbanden
- Wolgograd (Rusland)
- Coventry (Verenigd Koninkrijk)
- Katowice (Polen)
- Dresden (Duitsland), sinds 1971
- Split (Kroatië)
- Piraeus (Griekenland)
- Košice (Slowakije)
- Miskolc (Hongarije)
- Pittsburgh (Verenigde Staten)

## Personen

### Geboren in Ostrava
- Artur London (1915-1986), politicus en schrijver
- Karel Reisz (1926-2002), Tsjechisch-Brits filmregisseur
- Věra Chytilová (1929-2014), filmmaakster
- Jaromír Nohavica (1953), zanger
- Ivan Lendl (1960), Tsjechisch-Amerikaans tennisser
- Marie Hrachová (1963), tafeltennisster
- Marek Čech (1976), voetballer
- Libor Sionko (1977), voetballer
- Marek Jankulovski (1977), voetballer
- Kateřina Baďurová (1982), atlete
- Michal Papadopulos (1985), voetballer
- Martina Mrakviová (1987), pornoactrice
- Tomáš Vaclík (1989), voetballer
- Barbora Hermannová (1990), beachvolleybalster
- Natálie Kerschbaummayr (1998), schaatsster

## Afbeeldingen

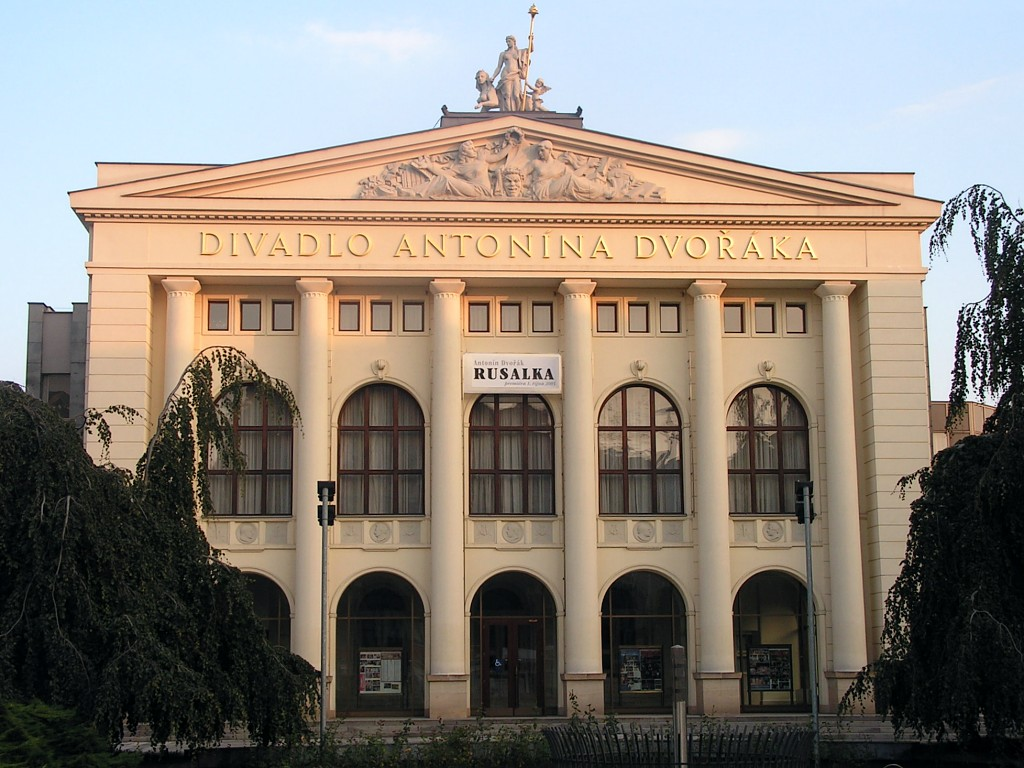
Het "Antonín Dvořák Theater" in Ostrava
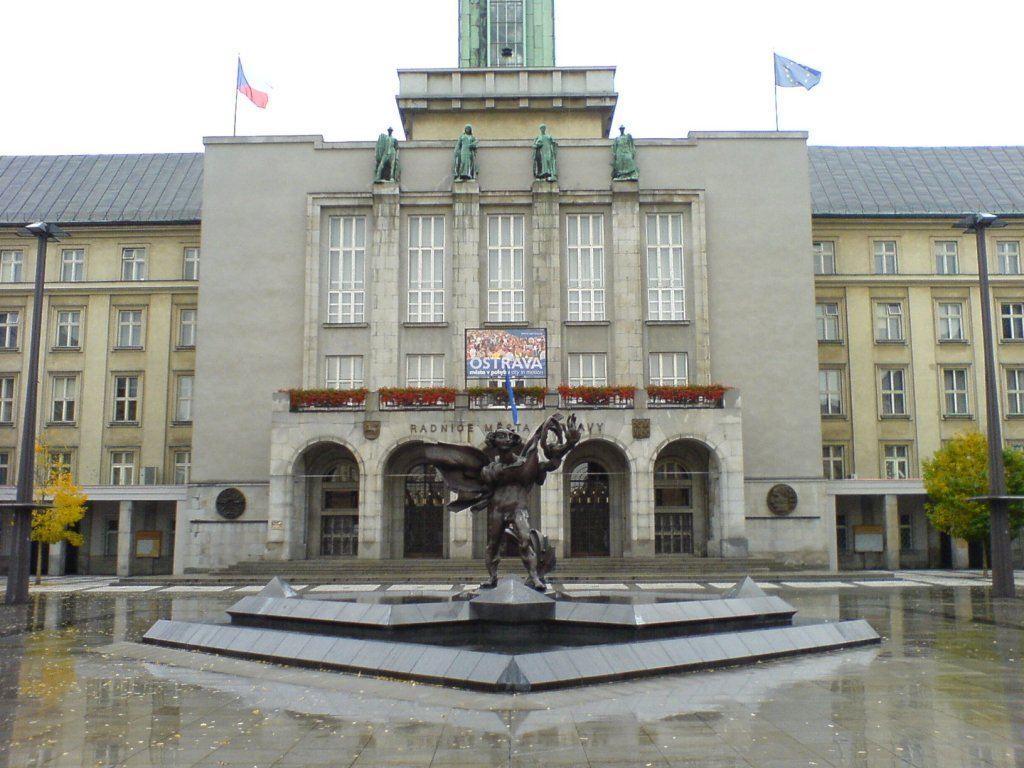
Het gemeentehuis van Ostrava
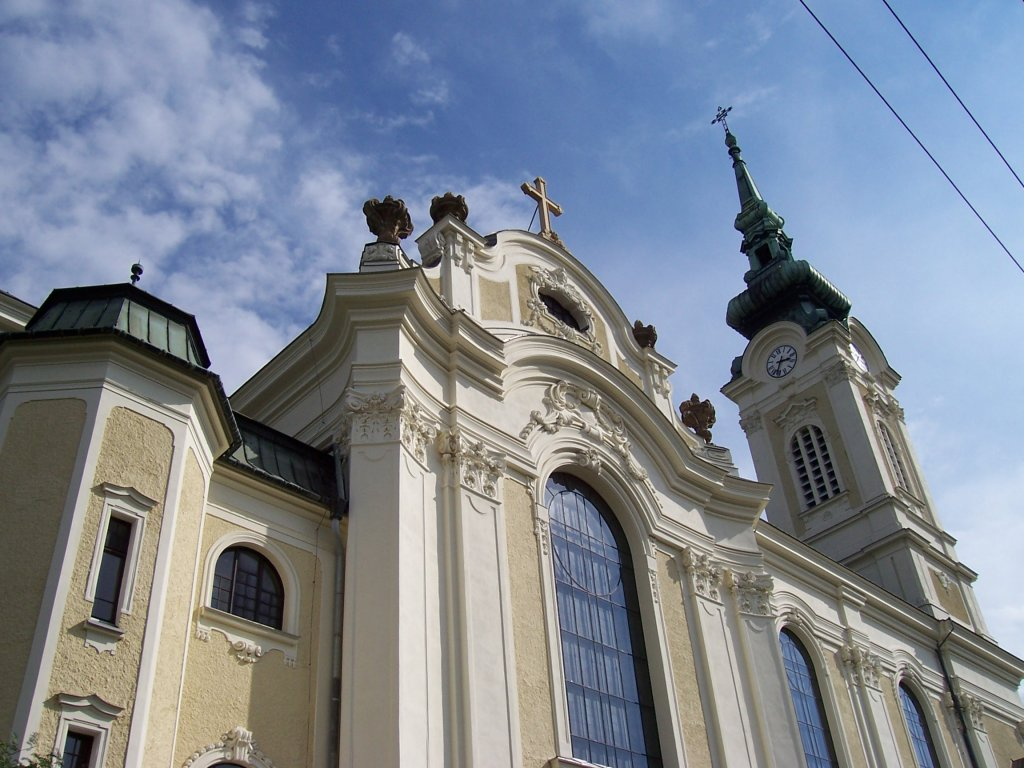
Mariánské Hory (kerk)
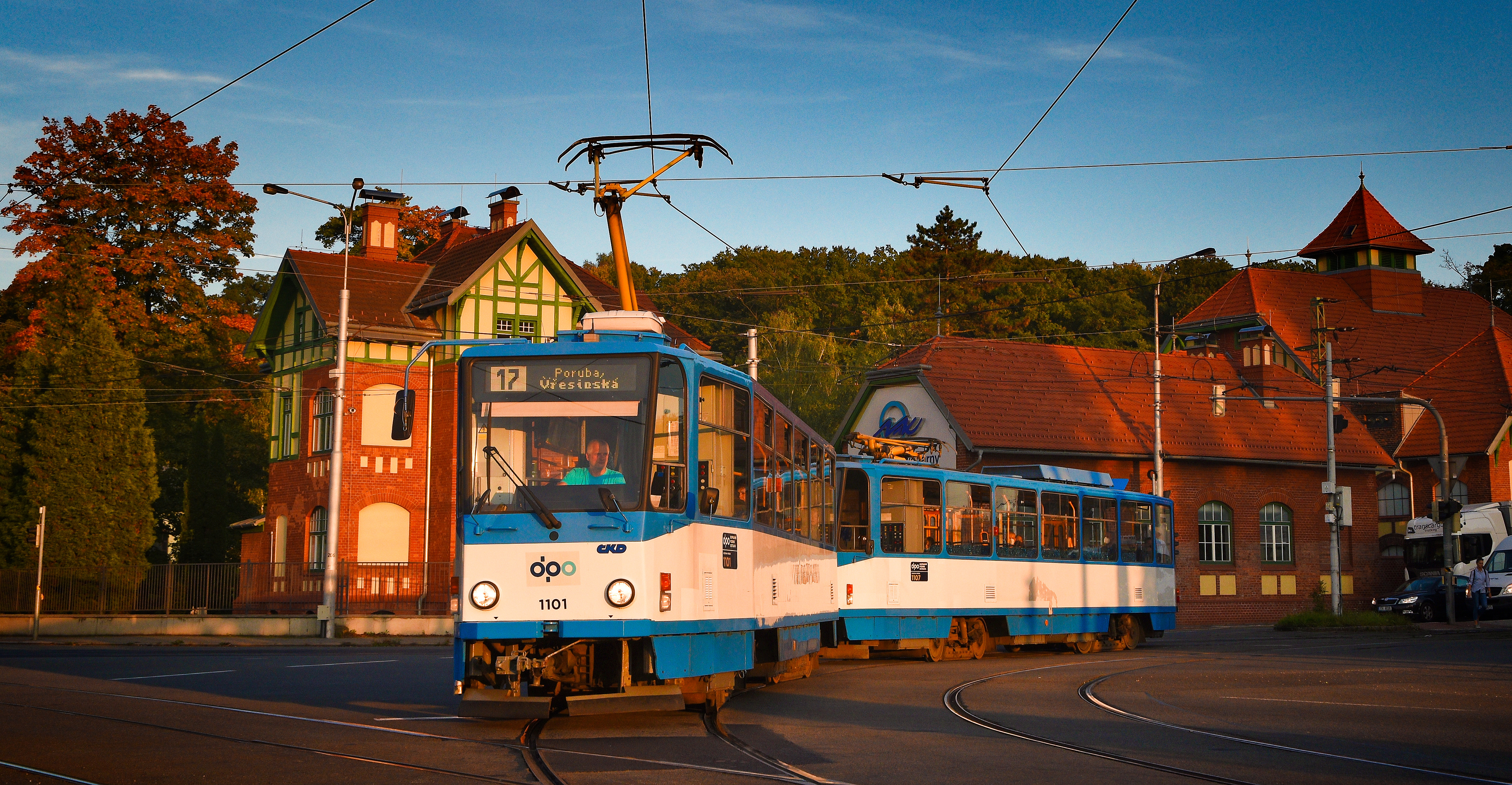
Tram in de wijk Nová Ves
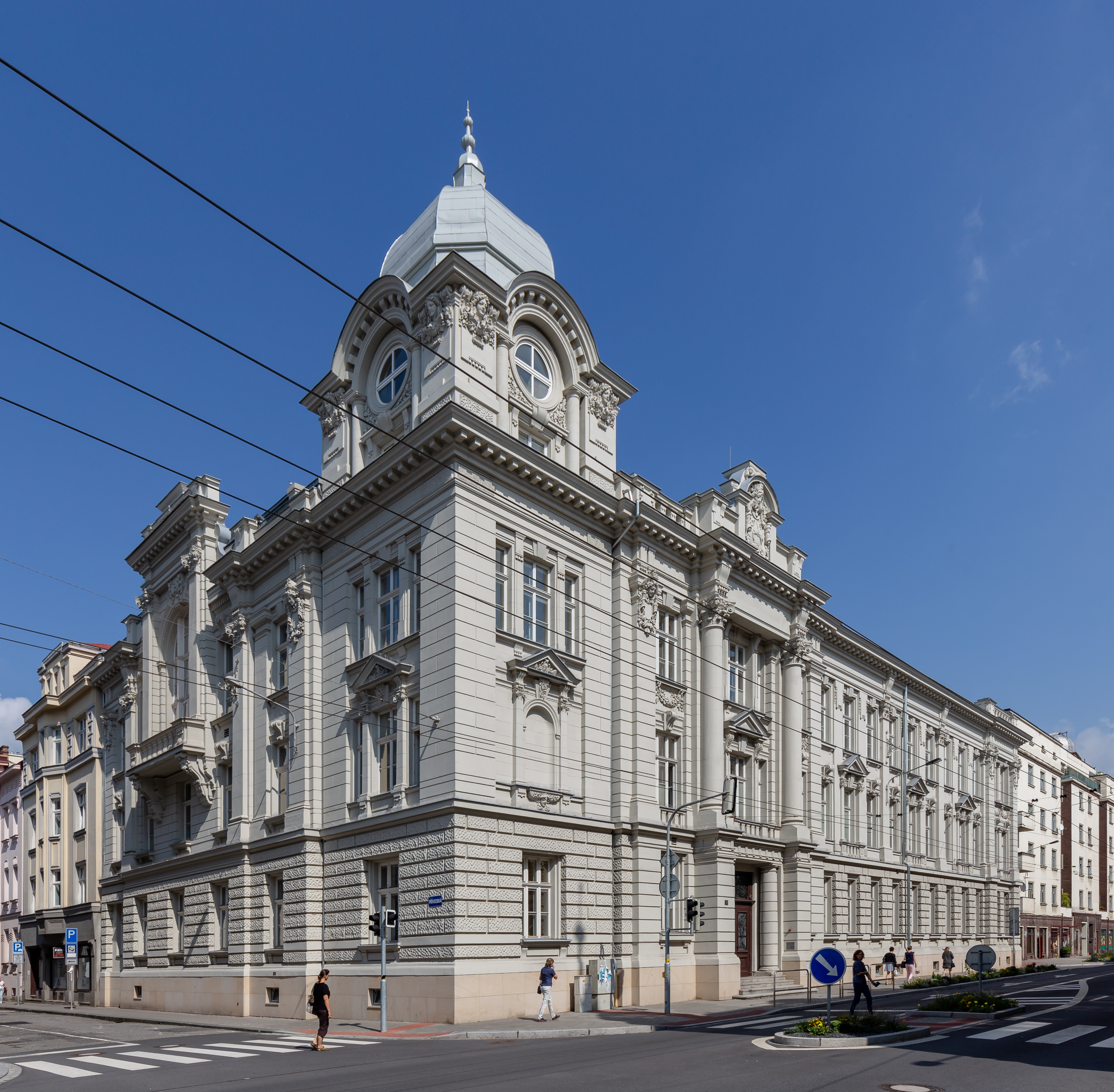
Universiteit van Ostrava - een van de faculteiten
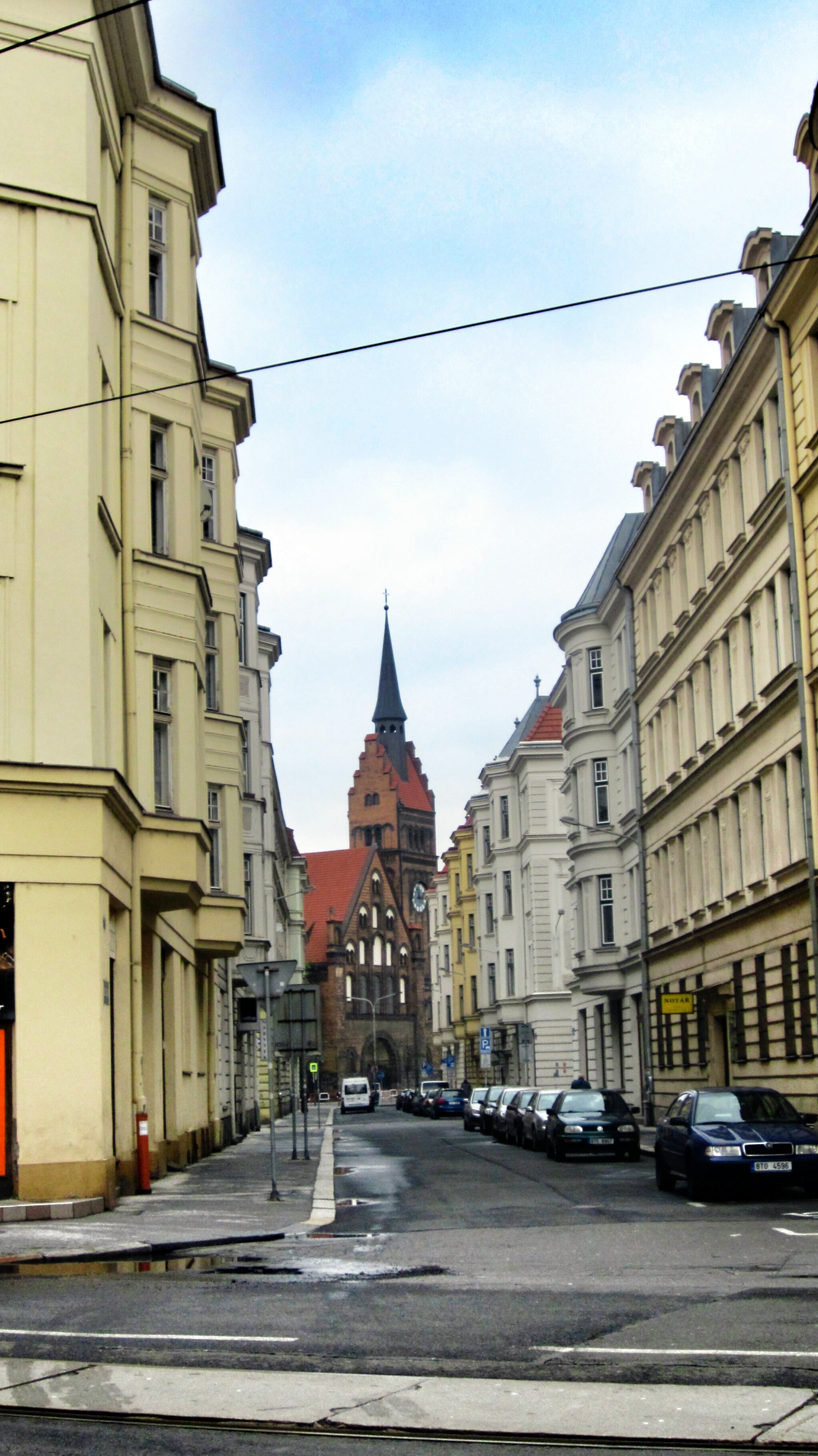
Chelčického-straat in het centrum
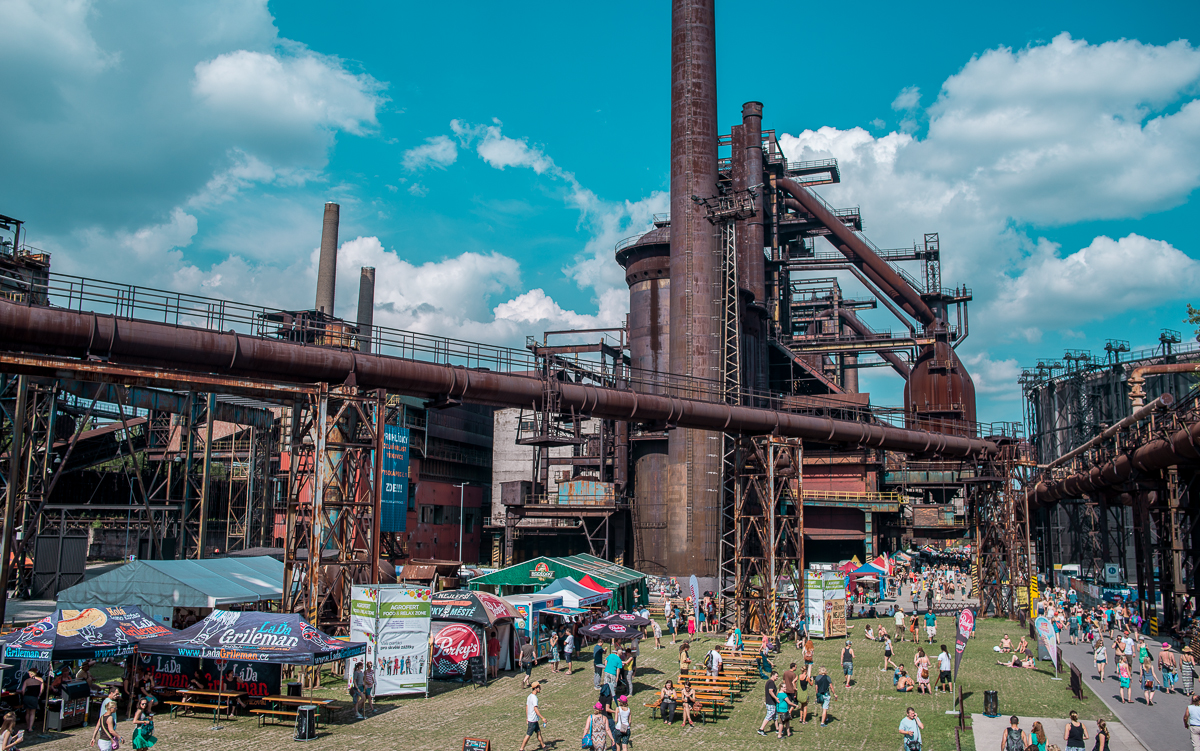
Industriezone Dolní Vítkovice, waar tegenwoordig culturele en sportieve evenementen plaatsvinden
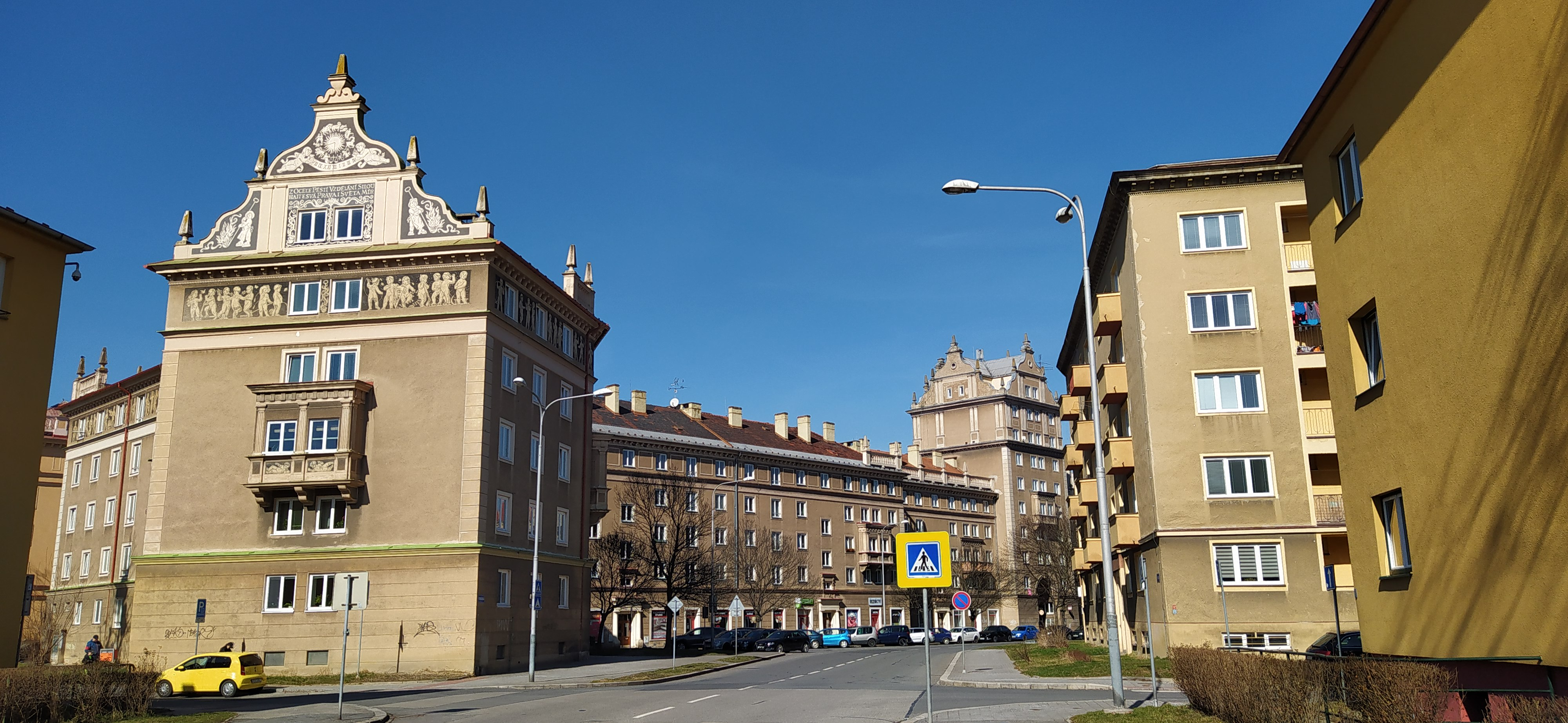
Poruba wijk - socialistisch realisme

Čavisov ·
Dolní Lhota ·
Horní Lhota ·
Klimkovice ·
Olbramice ·
Ostrava ·
Stará Ves nad Ondřejnicí ·
Šenov ·
Václavovice ·
Velká Polom ·
Vratimov ·
Vřesina ·
Zbyslavice
Brno · České Budějovice · Chomutov · Děčín · Frýdek-Místek · Havířov · Hradec Králové · Jablonec nad Nisou · Jihlava · Karlsbad (Karlovy Vary) · Karviná · Kladno · Liberec · Mladá Boleslav · Most · Olomouc · Opava · Ostrava · Pardubice · Pilsen (Plzeň) · Praag (Praha) · Přerov · Prostějov · Teplice · Ústí nad Labem · Zlín